# Remigio Sabbadini
Remigio Sabbadini, född den 23 november 1850 i Sarego, död den 7 februari 1934 i Pisa, var en italiensk klassisk filolog.
Sabbadini var elev vid Istituto di studi superiori i Florens, där Domenico Comparetti, Pasquale Villari och Enea Piccolomini var bland hans lärare. Han förvärvade doktorsgraden 1874 och var därefter 1874–1886 lärare vid olika gymnasier: i Girgenti, Velletri, Ventimiglia, Salerno, Livorno och Palermo. År 1886 utnämndes Sabbadini till professor i latinsk litteratur vid universitetet i Catania. År 1900 fick han transport till professuren i samma ämne vid akademien i Milano (föregångare till universitetet i Milano, grundat 1924). Han stannade kvar i denna befattning till sin pensionering 1926. År 1919 tilldelades han Turinakademiens stora Vallauripris.
Genom hela livet intresserade Sabbadini sig for Vergilius, som var föremål för en rad av hans avhandlingar och kommentarer. Vid 2000-årsjubileet för diktarens födelse (1930) utgav han en kritisk utgåva av Vergilius samlade skrifter. Han utgav också flera skolupplagor av latinska författare. Vid sidan av antiken intresserade han sig för den italienska humanismen, först och främst den klassiska filologins utveckling under den perioden, och var en av de första som undersökte denna systematiskt. Han utgav en rad avhandlingar om enskilda humanister, bibliotek och handskrifter. Särskilt är han känd för Le scoperte dei codici latini e greci ne' secoli XIV e XV (1905).